# La Celle-Saint-Cloud
Celle-Saint-Cloud – miejscowość i gmina we Francji, w regionie Île-de-France, w departamencie Yvelines.
Według danych na rok 1990 gminę zamieszkiwały 22 834 osoby, a gęstość zaludnienia wynosiła 3923 osób/km² (wśród 1287 gmin regionu Île-de-France Celle-Saint-Cloud plasuje się na 121. miejscu pod względem liczby ludności, natomiast pod względem powierzchni na miejscu 621.).
Miejsce urodzenia aktorki Ludivine Sagnier.